# (185) Eunice
(185) Eunice est un astéroïde de la ceinture principale découvert par Christian Peters le 1er mars 1878.

## Compléments